# Arcadia (métro de Los Angeles)
Pour les articles homonymes, voir Arcadia.
Arcadia est une station du métro de Los Angeles desservie par les rames de la ligne A et située dans la ville du même nom en Californie.

## Localisation
Station du métro de Los Angeles située en surface, Arcadia est située sur la ligne A à l'intersection de East Santa Clara Street et de North First Avenue à Arcadia, une banlieue du nord-est de Los Angeles.

## Histoire
Arcadia est mise en service le 5 mars 2016, lors de la deuxième phase d'extension de la ligne L.

## Service

### Desserte
La station est située à proximité du jardin botanique et arboretum du comté de Los Angeles ainsi que de la piste de course du parc Santa Anita.

### Intermodalité
La station dispose d'un stationnement de 300 places et est desservie par les lignes d'autobus 79 et 487 de Metro et 187 de Foothill Transit (en).

## Architecture et œuvres d'art
La station abrite une œuvre, nommée Arcadian Zephyr, de l'artiste Michael Davis qui est constituée de panneaux d'acier de verre coloré.